# Sankt Markus torg, Zagreb

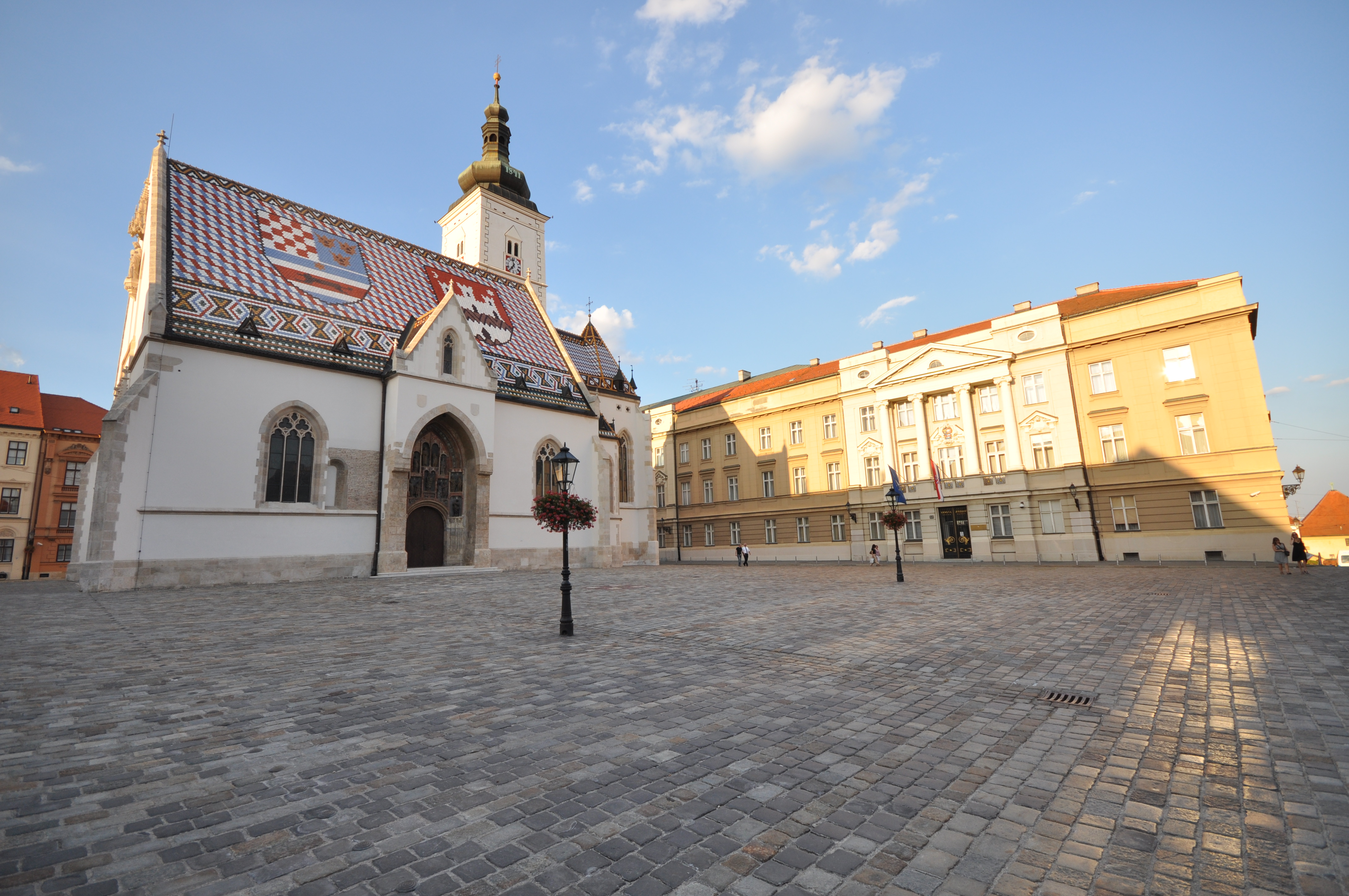
Sankt Markus kyrka och Parlamentspalatset år 2012.

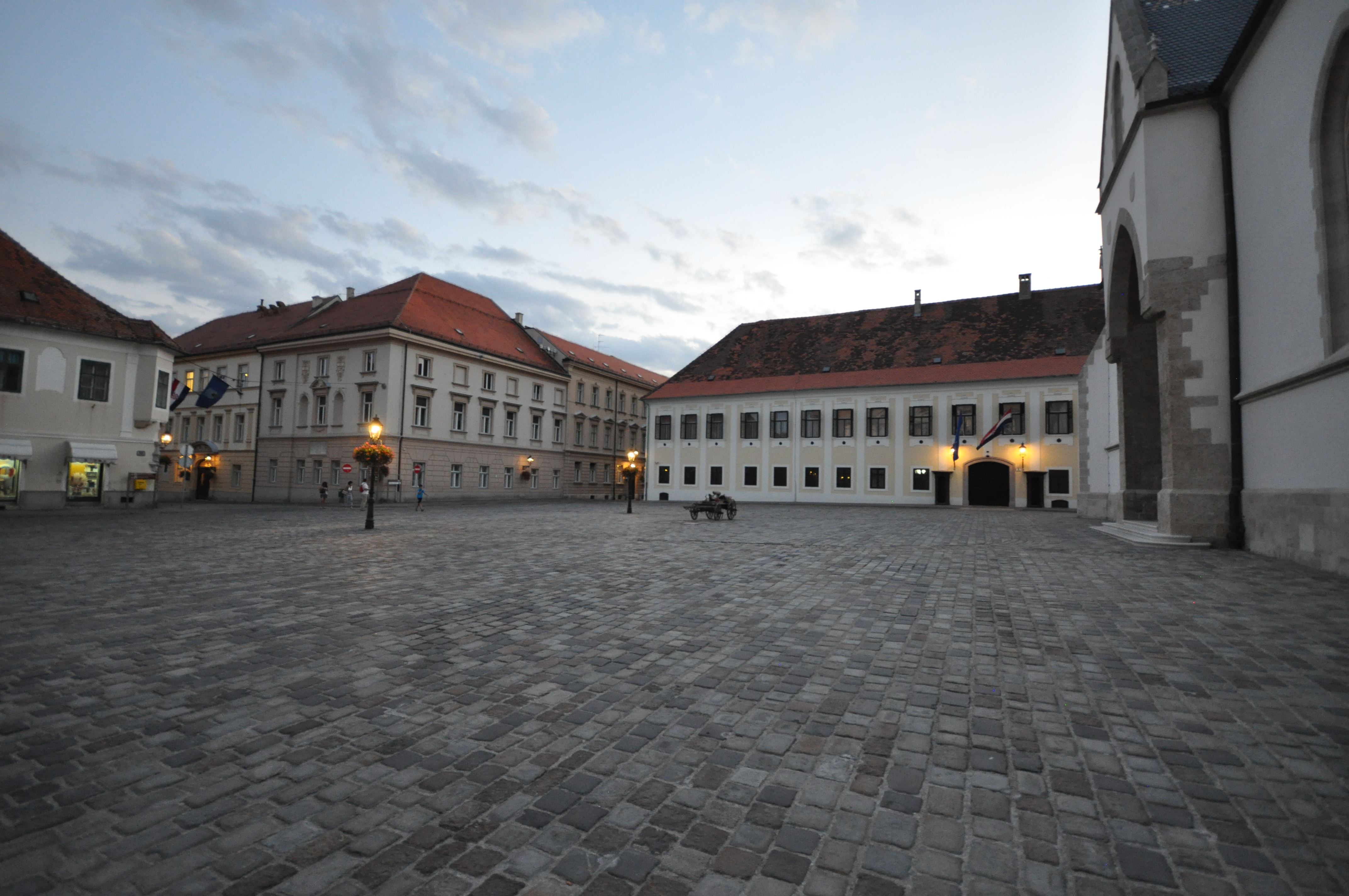
Autentiska gaslampor vid torget.

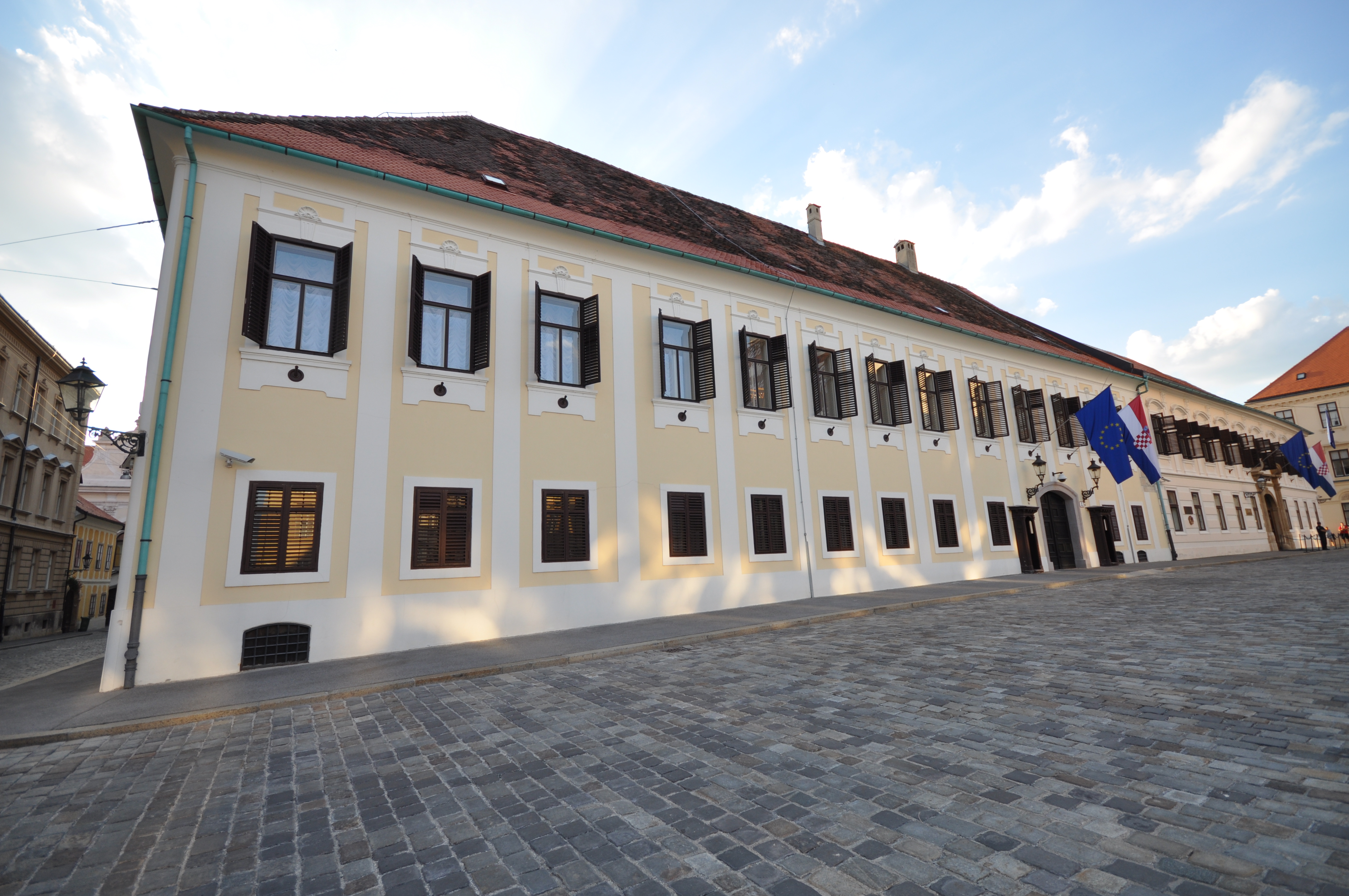
Banpalatset år 2012.

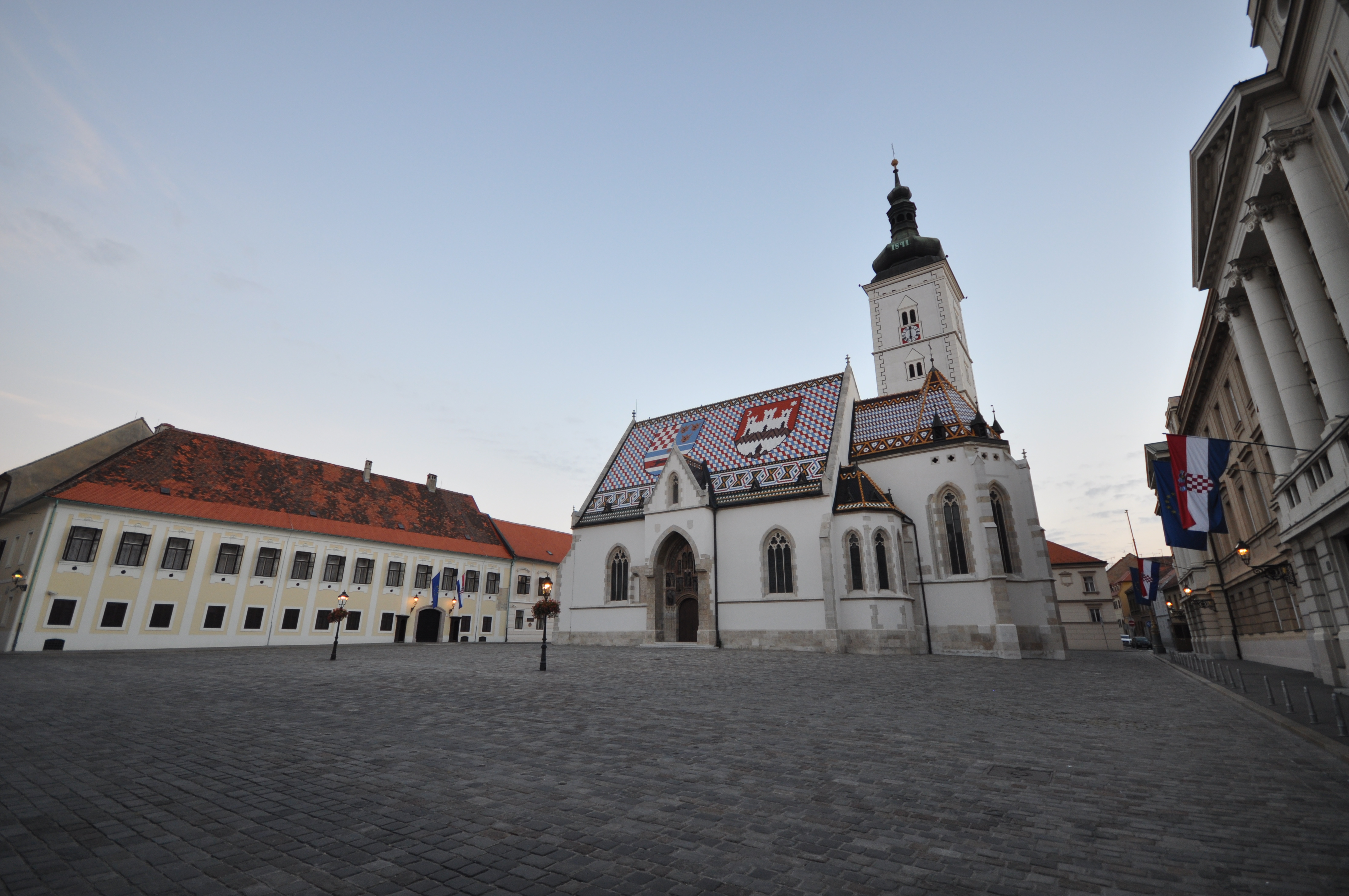
Överblick av torget år 2012.

Sankt Markus torg eller Markustorget (kroatiska: Trg svetog Marka eller Markov trg, tyska: Sankt Markus Platz eller Markusplatz) är ett torg i Kroatiens huvudstad Zagreb. Torget ligger i stadens historiska stadskärna som utgörs av Gradec, även kallat Övre staden (Gornji Grad). Sankt Markus torg är Gamla stans centrala torg och en av Zagrebs sevärdheter. Flera av byggnaderna vid torget har anknytning till regeringsmakten.

## Arkitektur
Centralt på torget står Sankt Markus kyrka från 1200-talet. Vid torgets västra sida ligger Banpalatset som uppfördes under 1800-talet och hyser den kroatiska regeringen och författningsdomstolen. Parlamentspalatset som hyser det kroatiska parlamentet Sabor ligger på torgets östra sida och uppfördes i nyklassicistisk stil år 1907. År 2006 renoverades torget och försågs med gatsten i granit för att återge det dess ursprungliga utseende.

## Historik
Vid torget har flera viktiga händelser i Kroatiens historia utspelats. På 1500-talet avrättades upprorsledaren Matija Gubec enligt sägen på torget. Den 29 juli 1845 slog den kejserliga österrikiska armén ner en protest och flera medlemmar från det kroatiska folkpartiet dödades (se Julioffren). Den 5 maj 1929 sände den första kroatiska radiostationen den kroatiska nationalsången i etern från en av byggnaderna vid torget. Från parlamentsbyggnadens balkong utropades Kroatiens utträde ur Österrike-Ungern år 1918. Den 7 oktober 1991 angrep det jugoslaviska flygvapnet Banpalatset i ett försök att döda Kroatiens dåvarande president Franjo Tuđman och förhindra landets självständighetssträvanden. 

## Kultur
Varje lördag och söndag klockan 12, från april till oktober, utförs Kravattregementets program med ett vaktbyte vid torget.

## Övrigt
Åren 2005–2012 var en kontroversiell lag i bruk som förbjöd allmän samling närmare än 100 m från parlamentet. Denna lag innebar i praktiken att alla former av demonstrationer på torget var förbjudna. Lagen upphävdes år 2012. Den 5 april 2005 framförde USA:s dåvarande president George W. Bush ett bejublat tal vid torget då han besökte Kroatien. Vid torget hålls traditionsenligt de kroatiska presidenternas insvärningsceremoni.

### Fotnoter
1. ↑  Vjesnik[död länk] – Kroatisk dagstidning (kroatiska)
2. ↑  Zagreb.hr - Zagrebs officiella webbplats (kroatiska)
3. ↑  Virtualni radio-museum Arkiverad 21 juli 2011 hämtat från the Wayback Machine. (kroatiska)
4. ↑  Kravatpukovnija.com - Kravattregementets officiella webbplats (kroatiska)
5. ↑  Index.hr – Kroatisk nyhetsportal (kroatiska)
6. ↑  Vlada.hr Arkiverad 1 februari 2014 hämtat från the Wayback Machine. – Kroatiska regeringens officiella webbplats (kroatiska)